# Turnera crulsii
Turnera crulsii är en passionsblomsväxtart som beskrevs av Ignatz Urban. Turnera crulsii ingår i släktet Turnera och familjen passionsblomsväxter. Inga underarter finns listade i Catalogue of Life.